# Federico Borromeo
Federico Borromeo (italsky: [fedeˈriːko borroˈmɛːo]; 18. srpna 1564 Milán – 21. září 1631 Milán) byl italský kardinál, arcibiskup milánský a významná postava protireformace v Itálii. Jeho skutky milosrdenství, zejména během hladomoru v letech 1627–28, a jeho oddané hrdinství během morové epidemie v roce 1630 jsou dobře známé z vyprávění v románu Alessandra Manzoniho Snoubenci. Byl velkým mecenášem umění a založil Ambrosiánskou knihovnu, jednu z prvních veřejně přístupných knihoven v Evropě. V roce 1618 k ní připojil obrazovou galerii, do níž věnoval svou rozsáhlou sbírku maleb. Borromeovy vydané práce, převážně v latině a čítající přes 100 titulů, ukazují jeho zájem o církevní archeologii, sakrální malbu a sběratelství. V roce 1623 znovu získal feudální práva na území historicky známé jako „stát“ Borromeo v rámci Milánského vévodství a stal se markýzem z Angery a hrabětem z Arony – tituly, které jeho rodina používá jako zdvořilostní dodnes.

## Životopis
Federico Borromeo se narodil v Miláně jako druhý syn Giulia Cesare Borromea, hraběte z Arony, a Margherity Trivulzio. Rodina byla vlivná jak ve sféře světské, tak i církevní. Federico byl bratranec svatého Karla Boromejského, předchozího milánského arcibiskupa.
Studoval v Bologni s kardinálem Gabrielem Paleottim. V roce 1580, ve věku šestnácti let požádal o přijetí do řádu jezuitů. Jeho bratranec Karel Boromejský jej od tohoto kroku odrazoval a poslal jej na univerzitu do Pavie, na Collegio Borromeo. Federico zde studoval pět let a v květnu 1585 získal doktorát v teologii. Po smrti bratrance Karla byl poslán do Říma pokračovat ve studiu. V Římě byl silně ovlivněn Filipem Neri, Caesarem Baroniem a Robertem Bellarminem. Federico Borromeo byl jmenován kardinálem papežem Sixtem V. dne 18. prosince 1587, ve věku pouhých 23 let. Jako kardinál se zúčastnil papežských konkláve v letech 1590, 1591, 1592, 1605 a 1623 (nebyl přítomen ve volbách roku 1621). Konkláve v roce 1590 se zúčastnil ve věku 26 let, tedy jako jeden z nejmladších kardinálů podílejících se na volbě papeže. V Římě se Federico nezajímal o politické otázky, ale zaměřil se na studium a modlitbu. Spolupracoval na vydání Vulgaty Sixto-klementinské a na zveřejnění závěrů z Tridentského koncilu.

## Arcibiskupem v Miláně
Dne 24. dubna 1595 papež Klement VIII. jmenoval Federica arcibiskupem v Miláně a vysvětil jej 11. června 1595 v Římě biskupem. Následoval tak svého bratrance Karla na cestě v podpoře kázně v kléru. Zakládal kostely a vysoké školy na své vlastní náklady a dohlížel na aplikování reformovaných principů stanovených Tridentským koncilem.
V roce 1609 založil Borromeo v Miláně Ambrosiánskou knihovnu (Biblioteca Ambrosiana), v Oxfordu Bodleyovu knihovnu (Bodleian Library), první skutečně veřejnou knihovnu v Evropě. V Aroně dal svému bratranci postavit slavnou sochu "Svatý Karel Boromejský". Podporoval stavby Sacri Monti v Piemontu a Lombardii, dnes na seznamu Světového dědictví UNESCO. Podílel se na výzdobě milánské katedrály Duomo di Milano, kde je pohřben. Federico Borromeo zemřel v Miláně dne 21. září 1631 ve věku 67 let.